# الدعارة في ألبانيا
الدعارة في ألبانيا غير قانونية لكنها منتشرة على نطاق واسع. 
قبل انهيار الاتحاد السوفيتي في أوائل التسعينيات، كانت الدعارة في ألبانيا غير معروفة تقريبًا. أدت الهجرة من الريف إلى المدن، والمشاكل الاقتصادية التي أعقبت الانهيار السوفياتي، إلى لجوء بعض النساء إلى الدعارة. 
تمارس الدعارة في الشوارع بالقرب من وسط العاصمة تيرانا، ومعظمها من الرجال والنساء من طائفة الروما.  يعمل بعض الطلاب في الدعارة من الفنادق أو الموتيلات في تيرانا والمدن الكبيرة الأخرى، حيث توجد أيضًا بيوت الدعارة.
تزود المنظمة غير الحكومية (ألكسون بلس) المشتغلين بالجنس بالدعوة والتثقيف والدعم. 

## التشريعات
تحظر ثلاث مواد من القانون الجنائي لجمهورية ألبانيا الدعارة والأنشطة ذات الصلة:
- المادة 113 الدعارة (بيع وشراء الجنس).
- المادة 114، استغلال البغاء ("التشجيع أو الوساطة أو الحصول على تعويض مقابل ممارسة الدعارة")
- المادة 115، استخدام الأماكن لأغراض الدعارة ("إدارة أو استخدام أو تمويل أو تأجير أماكن لأغراض البغاء")
- تحظر المادتان 110 (أ) و128 (ب) الاتجار بالجنس والعمالة وتفرضان عقوبات تتراوح بين 8 سنوات و 15 سنة في السجن.

## الاتجار بالجنس
يستغل تجار البشر الضحايا المحليين والأجانب في ألبانيا، ويستغل المتاجرون الضحايا من ألبانيا في الخارج. تتعرض النساء والأطفال الألبان للاتجار بالجنس والعمل القسري داخل البلاد، وخاصة خلال موسم السياحة. يستخدم المتاجرين بالبشر وعودًا كاذبة مثل الزواج أو عروض العمل لإجبار الضحايا على الاتجار بالجنس. يتعرض الضحايا الألبان للاتجار بالجنس في بلدان في جميع أنحاء أوروبا، ولا سيما كوسوفو واليونان وإيطاليا وبلجيكا وألمانيا وسويسرا ومقدونيا الشمالية والنرويج وهولندا والمملكة المتحدة. تعرض الضحايا الأجانب من الدول الأوروبية والفلبين للاتجار بالجنس والعمل القسري في ألبانيا. المهاجرون من الشرق الأوسط وآسيا الوسطى وأفريقيا الذين يعبرون ألبانيا للوصول إلى أوروبا الغربية معرضون للخطر أيضًا.

## روابط خارجية
- أكسيون بلس